# Szavannakhet tartomány
Szavannakhet (nemzetközi alakban Savannakhet) tartomány Laosz egyik tartománya (kang).

## Fekvése
Az ország déli részén helyezkedik el, Vietnám és Thaiföld között.

## Közigazgatás
Szavannakhet tartomány a következő körzetekre oszlik:
1. Atsaphangthong (13-03)
2. Atsaphone (13-13)
3. Champhone (13-09)
4. Khanthabouly (13-01)
5. Nong (13-06)
6. Outhoomphone (13-02)
7. Phine (13-04)
8. Sepone (13-05)
9. Songkhone (13-08)
10. Thapangthong (13-07)
11. Thaphalanxay (13-15)
12. Vilabuly (13-12)
13. Xaybuly (13-11)
14. Xayphoothong (13-14)
15. Xonbuly (13-10)

1. ↑  http://lao.unfpa.org/sites/default/files/pub-pdf/PHC-ENG-FNAL-WEB_0.pdf pp. 102